# Droga ekspresowa S12
Die Droga ekspresowa S12 (pol. für ‚Schnellstraße S12‘) ist eine Schnellstraße in Polen und soll den Großraum Łódź mit Radom, Lublin und Kiew in der Ukraine verbinden. Ab dem Knoten Lublin Rudnik bis zur Grenze mit der Ukraine wird die S12 ein Teil der Europastraße 373 sein.

## Planungsgeschichte
In den polnischen Netzplänen der Jahre 1945 und 1946 war lediglich eine Strecke enthalten, die bei Radom von der geplanten Verbindung Warszawa–Košice abzweigen und über Lublin weiter in Richtung Lwiw führen sollte. 1963 fehlte im Plan eine Verbindung, die der heutigen S12 entsprechen könnte, völlig. Die Teilstrecke Lodz–Lublin war 1971 dann im Plan enthalten. Dagegen fehlte weiterhin die Fortsetzung zur polnisch-sowjetischen Grenze. Fünf Jahre später entfiel auch die Strecke Lodz–Lublin wieder. Auch in den Plänen der Jahre 1985 und 1993 änderte sich hieran nichts.

1996 tauchte erstmals eine Verbindung von Lublin zur polnisch-ukrainischen Grenze auf. Weiterhin fehlte jedoch die Strecke von Lodz nach Lublin. Auch 2001 blieb es nur bei dieser Planung. Ab 2003 ist die S12 schließlich in dem heute geplanten Verlauf in den Netzplänen enthalten.

## Fertiggestellte Abschnitte
| Abschnitt                                                         | Länge    | Bauzeit   | Baukosten                       | Verkehrsübergabe                    | Ausbauzustand                                                                                       |
| ----------------------------------------------------------------- | -------- | --------- | ------------------------------- | ----------------------------------- | --------------------------------------------------------------------------------------------------- |
| Anielin/Zarzecze – Knoten Puławy Zachód                           | 007,2 km | 2006–2008 | 40 Mio. Złoty (40 Mio. Euro)    | 11. Juli 2008                       | eine Fahrbahn mit je einem Fahrstreifen pro Richtung; südliche Fahrbahn; nördliche Fahrbahn geplant |
| Knoten Puławy Zachód – Knoten Puławy Wisła                        | 003,9 km | 2006–2008 | 166 Mio. Złoty (44 Mio. Euro)   | 11. Juli 2008                       | zwei Fahrbahnen mit je zwei Fahrstreifen                                                            |
| Knoten Puławy Wisła – Knoten Puławy Wschód                        | 001,3 km | 2006–2008 | 42 Mio. Złoty (11 Mio. Euro)    | 11. Juli 2008 (nördliche Fahrbahn)  | zwei Fahrbahnen mit je zwei Fahrstreifen                                                            |
| Knoten Puławy Wisła – Knoten Puławy Wschód                        | 001,3 km | 2015–2018 | 42 Mio. Złoty (11 Mio. Euro)    | 22. August 2018 (südliche Fahrbahn) | zwei Fahrbahnen mit je zwei Fahrstreifen                                                            |
| Knoten Puławy Wschód – Knoten Kurów Wschód                        | 010,5 km | 2015–2018 | 234 Mio. Złoty (55 Mio. Euro)   | 22. August 2018                     | zwei Fahrbahnen mit je zwei Fahrstreifen                                                            |
| Knoten Kurów Wschód – Knoten Jastków                              | 024,4 km | 2011–2013 | 624 Mio. Złoty (150 Mio. Euro)  | 28. Mai 2013                        | zwei Fahrbahnen mit je zwei Fahrstreifen (Reserve für den dritten Fahrstreifen im Bankett)          |
| Knoten Jastków – Knoten Lublin Sławinek                           | 007,0 km | 2011–2014 | 415 Mio. Złoty (99 Mio. Euro)   | 25. September 2014                  | zwei Fahrbahnen mit je zwei Fahrstreifen (Reserve für den dritten Fahrstreifen im Bankett)          |
| Knoten Lublin Sławinek                                            | 001,6 km | 2011–2014 | 415 Mio. Złoty (99 Mio. Euro)   | 25. September 2014                  | zwei Fahrbahnen mit je drei Fahrstreifen                                                            |
| Knoten Lublin Sławinek – Knoten Lublin Rudnik                     | 009,6 km | 2011–2014 | 475 Mio. Złoty (114 Mio. Euro)  | 31. Oktober 2014                    | zwei Fahrbahnen mit je drei Fahrstreifen                                                            |
| Knoten Lublin Rudnik – Knoten Lublin Felin                        | 012,8 km | 2011–2014 | 629 Mio. Złoty (151 Mio. Euro)  | 15. Oktober 2014                    | zwei Fahrbahnen mit je zwei Fahrstreifen (Reserve für den dritten Fahrstreifen im Bankett)          |
| Knoten Lublin Felin – Knoten Piaski Zachód                        | 012,1 km | 2010–2012 | 402 Mio. Złoty (96 Mio. Euro)   | 22. Dezember 2012                   | zwei Fahrbahnen mit je zwei Fahrstreifen (Reserve für den dritten Fahrstreifen im Bankett)          |
| Knoten Piaski Zachód – Knoten Piaski Wschód (Umgehung von Piaski) | 003,9 km | 2002–2004 | 66 Mio. Złoty (13 Mio. Euro)    | 11. Oktober 2004                    | zwei Fahrbahnen mit je zwei Fahrstreifen                                                            |
| Summe                                                             | 094,3 km |           | 3,19 Mrd. Złoty (772 Mio. Euro) |                                     | |

## Abschnitte im Bau
| Abschnitt                                     | Länge    | Vertragsunterzeichnung | Bauzeit   | Baukosten                       | geplante Fertigstellung |
| --------------------------------------------- | -------- | ---------------------- | --------- | ------------------------------- | ----------------------- |
| Grenze W. Łódź/W. Masowien – Knoten Przysucha | 014,4 km | 22. Mai 2024           | 2024–2028 | 452 Mio. Złoty (106 Mio. Euro)  | Juli 2028               |
| Knoten Piaski Wschód – Dorohucza              | 009,8 km | 26. Mai 2023           | 2023–2027 | 358 Mio. Złoty (79 Mio. Euro)   | Mai 2027                |
| Dorohucza – Knoten Chełm Zachód               | 022,4 km | 19. Juni 2023          | 2023–2027 | 760 Mio. Złoty (168 Mrd. Euro)  | Mai 2027                |
| Knoten Chełm Zachód – Knoten Chełm Wschód     | 013,6 km | 14. Juni 2021          | 2021–2025 | 442 Mio. Złoty (98 Mio. Euro)   | Dezember 2025           |
| Knoten Chełm Wschód – Dorohusk (PL/UA)        | 022,5 km | 26. Mai 2023           | 2023–2027 | 1,00 Mrd. Złoty (221 Mio. Euro) | Mai 2027                |
| Summe                                         | 082,7 km |                        |           | 3,01 Mrd. Złoty (672 Mio. Euro) |                         |

## Geplante Abschnitte
| Abschnitt                                            | Länge    | geplante Bauzeit | voraussichtliche Baukosten         |
| ---------------------------------------------------- | -------- | ---------------- | ---------------------------------- |
| Knoten Łódź Południe – Knoten Kozenin                | 0≈60 km  | unbekannt        | unbekannt                          |
| Knoten Rokszyce – Knoten Sulejów Zachód              | 015,8 km | unbekannt        | 5,35 Mrd. Złoty (1,49 Mrd. Euro)   |
| Knoten Sulejów Zachód – Knoten Sulejów Wschód        | 007,0 km | unbekannt        | 5,35 Mrd. Złoty (1,49 Mrd. Euro)   |
| Knoten Sulejów Wschód – Knoten Kozenin (S74)         | 012,3 km | unbekannt        | 5,35 Mrd. Złoty (1,49 Mrd. Euro)   |
| Knoten Kozenin (S74) – Grenze W. Łódź/W. Masowien    | 026,1 km | unbekannt        | 5,35 Mrd. Złoty (1,49 Mrd. Euro)   |
| Knoten Przysucha – Knoten Wieniawa Południe          | 014,7 km | 2026–2028        | 597 Mio. Złoty (140 Mio. Euro)     |
| Knoten Wieniawa – Knoten Radom Południe (S7)         | 011,9 km | unbekannt        | (in den 5,35 Mrd. Złoty enthalten) |
| Knoten Radom Południe – Grenze W. Masowien/W. Lublin | 054,0 km | unbekannt        | unbekannt                          |
| Grenze W. Masowien/W. Lublin – Anielin/Zarzecze      | 004,6 km | unbekannt        | unbekannt                          |
| Summe                                                | ≈206 km  |                  |                                    |

## Besonderheiten

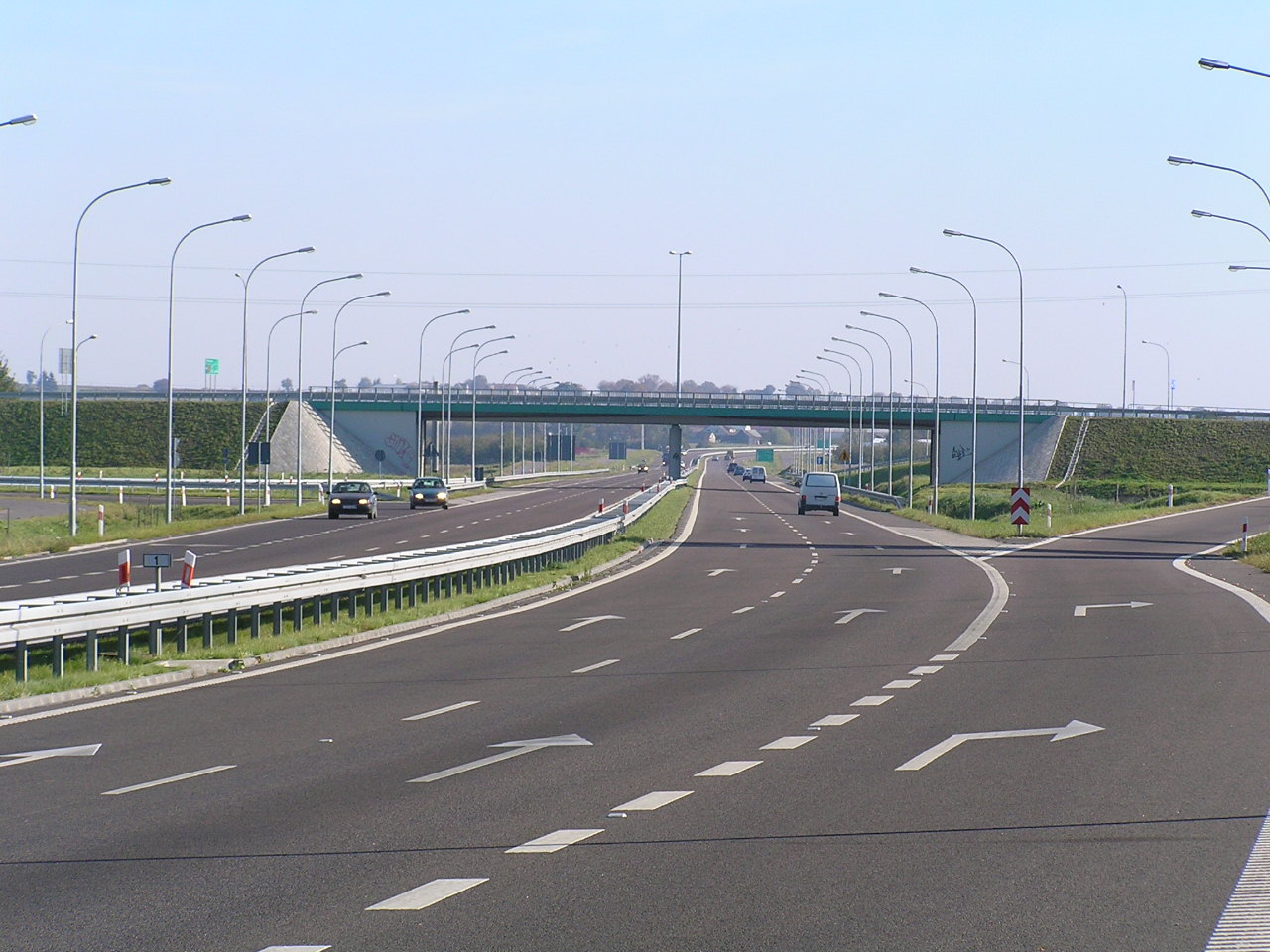
Die S12/S17 beim Knoten Piaski Zachód (Piaski West).

Am 10. April 2006 gründeten in Radom die Selbstverwaltungen der Woiwodschaften Lublin, Łódź und Masowien eine Vereinigung für den Bau der Schnellstraße S12.
Der Abschnitt zwischen den Knoten Puławy Zachód (Puławy West) und Puławy Wisła (Puławy Weichsel) ist als Landesstraße 12 ausgewiesen und wird zu einem späteren Zeitpunkt in die S12 umgewidmet.
Zwischen den Knoten Kurów Zachód (Kurów West) und Piaski Wschód (Piaski Ost) verlaufen die S12 und die S17 zusammen auf derselben Trasse. Zwischen Lublin Sławinek und Lublin Rudnik kommt noch die S19 hinzu.